# 199 recetas para ser feliz
Pour plus de détails, voir Fiche technique et Distribution.
199 recetas para ser feliz (littéralement : 199 recettes pour être heureux) est un film espano-chilien réalisé en 2008 par Àlex Brendemühl.

## Fiche technique
- Titre : 199 recetas para ser feliz
- Titre anglais : 199 Tips to Be Happy
- Réalisation : Andrés Waissbluth (es)
- Scénario : Andrés Waissbluth, Nona Fernández, Cristián Jiménez, Marcelo Leonart (es)
- Photographie :
- Sociétés de production : 14 Pies, Retaguardia Films
- Musique :
- Société de distribution :
- Langue : espagnol
- Pays :  Espagne  Chili
- Genre : film dramatique
- Lieux de tournage : Barcelone, Catalogne, Espagne
- Durée : 99 minutes (1 h 39)
- Dates de sortie :
  -  Chili : 25 septembre 2008
  -  Espagne : 22 juin 2009
  -  Royaume-Uni : 12 novembre 2009

## Distribution
- Àlex Brendemühl : Jordi
- Jordi Dauder : Enric
- Andrea García-Huidobro : Sandra
- Tamara Garea : Helena
- Pablo Macaya (es) : Tomás
- Pablo Vázquez (es) : l'artiste